# Сонні Андерсон
Сонні Андерсон (порт. Sonny Anderson; нар. 19 вересня 1970, Гоятуба) — бразильський футболіст, що грав на позиції нападника. По завершенні ігрової кар'єри — футбольний тренер.
Виступав, зокрема, за клуби «Васко да Гама», «Монако» та «Ліон», а також національну збірну Бразилії.
Чемпіон Швейцарії. Триразовий чемпіон Франції. Дворазовий чемпіон Іспанії. Володар Кубка Іспанії з футболу. Володар Кубка французької ліги. Володар Суперкубка УЄФА. Дворазовий володар Кубка Інтертото.

## Клубна кар'єра
У дорослому футболі дебютував 1987 року виступами за команду клубу «Васко да Гама», в якій провів три сезони, взявши участь у 42 матчах чемпіонату.
Згодом з 1991 по 1994 рік грав у складі команд клубів «Гуарані» (Кампінас), «Серветт» та «Марсель». Протягом цих років виборов титул чемпіона Швейцарії.
Своєю грою за останню команду привернув увагу представників тренерського штабу клубу «Монако», до складу якого приєднався 1994 року. Відіграв за команду з Монако наступні три сезони своєї ігрової кар'єри. Більшість часу, проведеного у складі «Монако», був основним гравцем атакувальної ланки команди. У складі «Монако» був одним з головних бомбардирів команди, маючи середню результативність на рівні 0,56 голу за гру першості.
Протягом 1997—1999 років захищав кольори команди клубу «Барселона». За цей час додав до переліку своїх трофеїв два титули чемпіона Іспанії, ставав володарем Кубка Іспанії з футболу.
1999 року уклав контракт з клубом «Ліон», у складі якого провів наступні чотири роки своєї кар'єри гравця. Граючи у складі «Ліона» також здебільшого виходив на поле в основному складі команди. В новому клубі був серед найкращих голеодорів, відзначаючись забитим голом в середньому щонайменше у кожній третій грі чемпіонату. За цей час додав до переліку своїх трофеїв два титули чемпіона Франції.
Протягом 2003—2005 років захищав кольори клубів «Вільярреал» та «Ер-Раян». Протягом цих років додав до переліку своїх трофеїв титул володаря Кубка Інтертото.
Завершив професійну ігрову кар'єру у клубі «Аль-Гарафа», за команду якого виступав протягом 2005—2006 років.

## Виступи за збірні
1989 року залучався до складу молодіжної збірної Бразилії.
1994 року дебютував в офіційних матчах у складі національної збірної Бразилії. Протягом кар'єри у національній команді, яка тривала 7 років, провів у формі головної команди країни лише 7 матчів, забивши 1 гол.
У складі збірної був учасником розіграшу Кубка конфедерацій 2001 року в Японії і Південній Кореї.

## Кар'єра тренера
Розпочав тренерську кар'єру відразу ж по завершенні кар'єри гравця, 2006 року як тренер молодіжної команди клубу «Ліон». Наразі останнім місцем тренерської роботи був клуб «Ксамакс», команду якого Сонні Андерсон очолював як головний тренер 2011 року.

## Титули і досягнення

### Командні
- Чемпіон Швейцарії (1):

«Серветт»: 1993-94
- Чемпіон Франції (3):

«Монако»: 1996-97
«Ліон»: 2001-02, 2002-03
- Чемпіон Іспанії (2):

«Барселона»: 1997-98, 1998-99
- Володар Кубка Іспанії з футболу (1):

«Барселона»: 1997-98
- Володар Кубка французької ліги (1):

«Ліон»: 2000-01
- Володар Суперкубка Франції (1):

«Ліон»: 2002
- Володар Суперкубка УЄФА (1):

«Барселона»: 1997
- Володар Кубка Інтертото (2):

«Вільярреал»: 2003, 2004

### Збірні
- Чемпіон Південної Америки (U-20): 1988

### Особисті
- Футболіст року у Франції: 1997
- Найкращий бомбардир Кубка УЄФА: 2003-04
- Найкращий бомбардир чемпіонату Швейцарії з футболу: 1992-93
- Найкращий бомбардир чемпіонату Франції з футболу (3): 1995-96, 1999-00, 2000-01